# Oniipa
Oniipa, ehemals Onethindi, ist eine Stadt und Verwaltungssitz des gleichnamigen Wahlkreises in der Region Oshikoto im nördlichen Namibia. Oniipa liegt an der Nationalstraße B1 nur zehn Kilometer südöstlich von Ondangwa und gut 300 Kilometer nordwestlich von Tsumeb. Der Ort hat (Stand 2023) 4740 Einwohner auf einer Fläche von knapp 14,5 km².
Oniipa wurde im April 2015, mit Onethindi als Vorstadt, in den Status einer Stadt erhoben. Es ist somit die dritte Stadt in der Region Oshikoto, nach Tsumeb und Omuthiya.
Oniipa ist Sitz der Evangelisch-Lutherischen Kirche in Namibia (ELCIN).
Es gibt unweit von hier in Onandjokwe seit 1911 ein Krankenhaus, welches das erste im ehemaligen Owamboland war, und dort angegliedert seit dem Jahr 2013 ein Medizin-Museum (Onandjokwe Medical Museum).

## Kommunalpolitik
Bei den Kommunalwahlen 2015 trat neben der SWAPO keine weitere Partei an. Damit erhielt diese alle sieben Sitze im Kommunalrat.

## Besonderes
Oniipa war am 19. November 1980 Ziel des ersten Bombenattentats im damaligen Ovamboland. Dabei wurde eine gegenüber vom Krankenhaus befindliche Druckerei vollständig zerstört. Die Täter wurden nie ausfindig gemacht, jedoch wird angenommen, dass die südafrikanische Armee hinter dem Anschlag stand, weil in der Druckerei eine unabhängige Zeitung produziert wurde.